# Basílica de Santa Maria d'Alacant
La basílica de Santa Maria d'Alacant (País Valencià) està situada a la plaça de Santa Maria, al centre històric de la ciutat. És l'església més antiga d'Alacant, gòtica del segle xv i xvi, sobre les restes de l'antiga mesquita major anterior.

## Història
Segons la Crònica de Bendicho, fou el rei Alfons X de Castella qui va consagrar la mesquita sota l'advocació de la Mare de Déu cap al 1248. La nova construcció cristiana s'iniciaria sota domini castellà vers el 1280 i s'acaba sota domini de la Corona d'Aragó el 1308. Aquest primer temple degué ser destruït a les darreries del segle xiv o principis del següent, ja que han aparegut restes de l'incendi a la plementeria de les voltes.
Se sap que l'actual temple començà a construir-se cap al 1417, amb els mestres Vicent Cubelles i Rufes al capdavant, aquestos venien de treballar a l'església de Sant Jaume d'Oriola. L'escut dels Reis Catòlics a la volta de la capçalera permet datar-la cap al 1480, encara que la resta de la nau es va perllongar més anys. El 31 d'agost de 1484, l'església va patir un incendi i la imatge de la verge va desaparèixer. El cor i la sagristia s'acabaren vers el 1530 ja amb elements del llenguatge renaixentista.
Posteriorment, en el segle xviii, es va remodelar el presbiteri i les finestres en estil rococó, s'hi construí una nova torre el 1713 i les façanes barroques que substituïen a les gòtiques conservades fins aleshores.
Entre els anys 1992 i 2005 es produí la seua restauració, amb una restauració i investigació completa de les cobertes. L'any 2007 el temple va ascendir a la categoria de Basílica, després de la petició que l'Ajuntament d'Alacant feu al Vaticà.
L'esmentat cronista Bendicho parlava així de l'església:
| « | Uno de los más hermosos y magníficos templos que se hallan en el Obispado, porque es de gran capacidad, todo suelo, paredes y techo de piedra blanca cortada en la sierra de San Julián […] de sólo una nave pero de muy linda proporción. La puerta principal está a poniente y el altar mayor hacia levante, de manera que el que celebra misa a Oriente […] es la puerta muy bien labrada de obra y traza a lo antiguo, y encima está una imagen de piedra de la Asunción de la Virgen con su dosel de piedra […] tiene aquesta iglesia su capilla mayor con capillas colaterales que la una sirve de coro con ventana hacia el mar […] y la otra es de los caballeros Martínez de Vera, señores de Busot, y en el cuerpo de la iglesia hay seis capillas por cada uno de los lados, la una ocupa la torre del campanario que está en la esquina que entra a mediodía y poniente, hecha con singular traza, pues es torre de cinco esquinas, muy levantada y vistosa, y en la otra esquina que mira a poniente y tramontana es del bautismo | » |

## Descripció arquitectònica

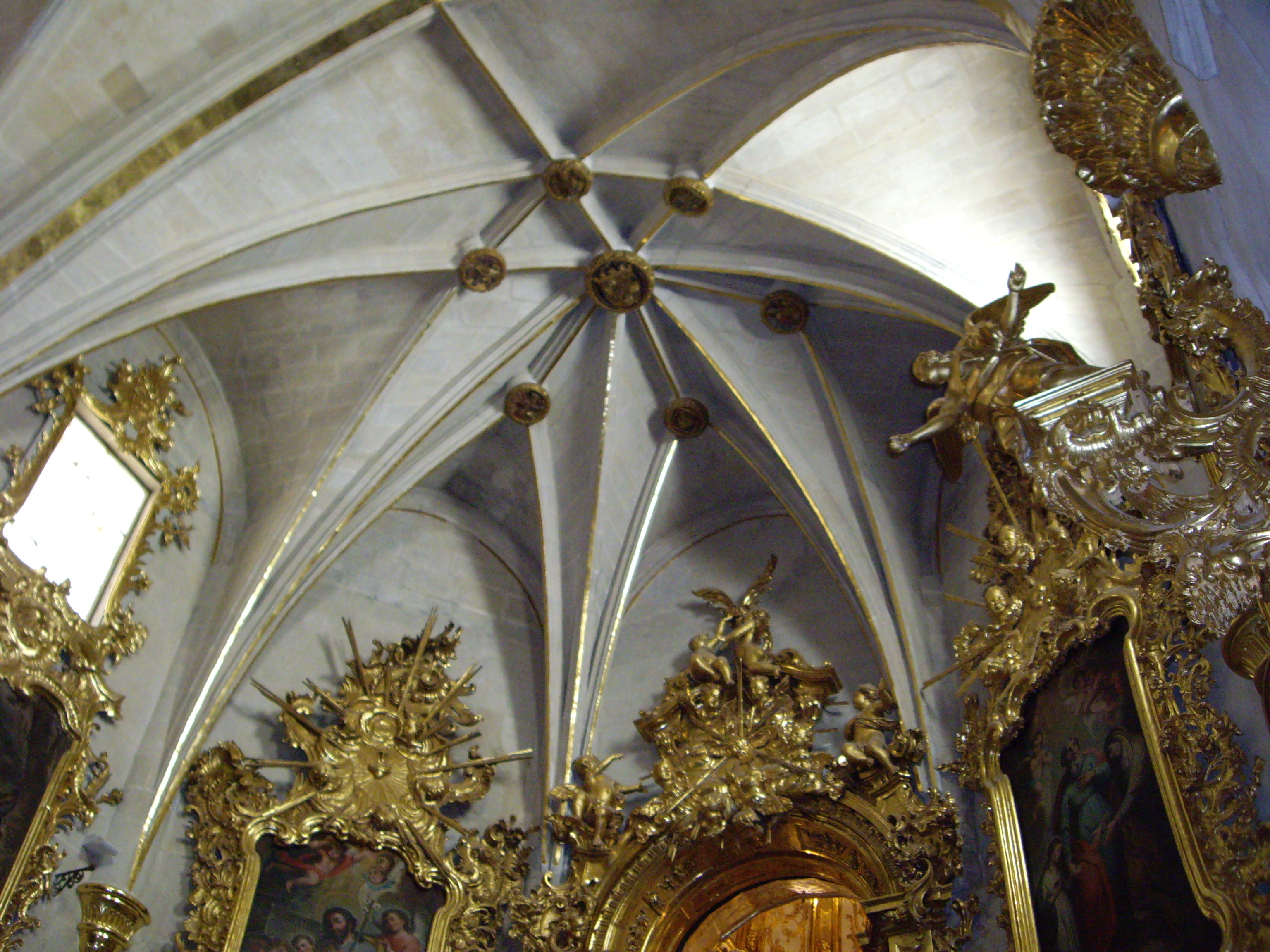
Capçalera de l'església

L'edifici té una nau única amb capelles laterals entre contraforts connectades i una capçalera poligonal, tipologia que segueix l'esquema del gòtic català o mediterrani. Les torres de la façana, encara que semblen iguals, una és del segle xiv i té forma en L i l'altra, rectangular, data de 1713. La portada principal i les dues laterals són d'estil barroc, el conjunt escultòric d'aquestes és obra de Joan Baptista Borja.
A l'interior destaca la volta de la capçalera, amb quatre claus centrals a més de les dels tercelets, els nervis es creuen formant un rombe amb la superposició de nervadures en un tram de nau amb creueria simple i mitja figura huitavada coberta amb una volta estrelada. Aquest tret es podria encabir dins d'una escola de la diòcesi de Cartagena, ja que també està present a la catedral de Múrcia de mitjan segle xv i a la catedral d'Oriola (que en el segle xv pertanyia a la diòcesi murciana). Les claus d'aquesta capçalera són de pedra i estan policromades amb representacions de la Mare de Déu, els quatre evangelistes, l'escut de la ciutat, el dels Reis Catòlics i les armes heràldiques d'un beneficiari local no identificat. L'aparició de l'escut dels Reis Catòlics situaria la volta cap al 1480 com hem dit, dada que quadra amb l'estada a Alacant del prestigiós pintor Roderic d'Osona, que degué elaborar-ne el retaule major, conservat fins a la remodelació barroca de 1750. Aquesta remodelació convertí el presbiteri en un espai d'exuberant decoració barroca, o rococó. També destaca el cor gòtic del xiv; la capella de la Immaculada, del segle xvi amb una imatge d'Esteve Bonet del segle xviii; l'avantcor que té una portada barroca de pedra i la capella del Baptisme on hi ha una pila de marbre blanc de Carrara d'estil renaixentista.
Menció a banda mereix el cor, situat al costat dret de la capçalera i construït ja a principis del segle xvi. La seua planta és rectangular de set metres i setanta centímetres per set metres, amb una alçària de set metres i setanta centímetres, espai cobert amb una volta estrelada amb vuit arcs creuers i resol les cantonades en voltes triangulars, esquema que remet a la Sala Capitular de la catedral de València, encara que, en el cas alacantí, els arcs creuers són de mig punt i els formers apuntats. En el cor existeixen elements escultòrics que ja anuncien el canvi de llenguatge, amb motllures clàssiques, gallets i garlandes de llorer (potser relacionats amb els dibuixos del tracta de Diego de Sagredo).
La nau de l'església es prolonga amb sis trams oblongs d'unes dimensions i d'una factura semblants, només diferenciats per la variació en les bases, en els capitells, en els nervis i en les impostes, demostrant que la construcció del temple nou va partir de la capçalera i del primer tram, i que el segon i la resta es construïren en èpoques diferents. Les pilastres amb semicolumnes adossades fan de suport als arcs i a les voltes de factura homogènia construïts a la darreria del segle xv.
Al costat de la porta de la torre més antiga hi ha una capella sepulcral formada per un arcosoli flamíger emmarcat per dos pinacles recanviats i recolzats sobre mènsules amb figures de lleó. L'arc d'aquesta capella és trilobulat conopial i està coronat per un floró i una fronda de fulles a l'extradós i és recorregut des de les seus arrancades per una sanefa a manera de parres. Aquesta obra, de finals del xv i principis del xvi, es pot atribuir, formalment, a l'escola de Pere Compte i al seu cercle.
L'església de Santa Maria guarda diverses obres d'art moble valuoses, les més destacades són una imatge gòtica de pedra de santa Maria i una taula pintada, representant als sant Joans, atribuïda a Roderic d'Osona i al Museu del Prado es conserven sis taules de les catorze originals de l'església.